# 北京証券取引所
北京証券取引所（ペキンしょうけんとりひきじょ、中国語: 北京证券交易所、英語: Beijing Stock Exchange、略称BSE、北交所）は、中華人民共和国の北京市に所在する証券取引所。上海証券取引所、深圳証券取引所に次ぐ、中国本土3番目の証券取引所として設立された。

## 沿革
北京市人民政府は長年、アメリカ合衆国に上場する中国企業が、中国国内で資金調達できるよう、店頭市場全国中小企業股份転譲系統（NEEQ、新三板）の機能を強化する働きかけを行なっていた。

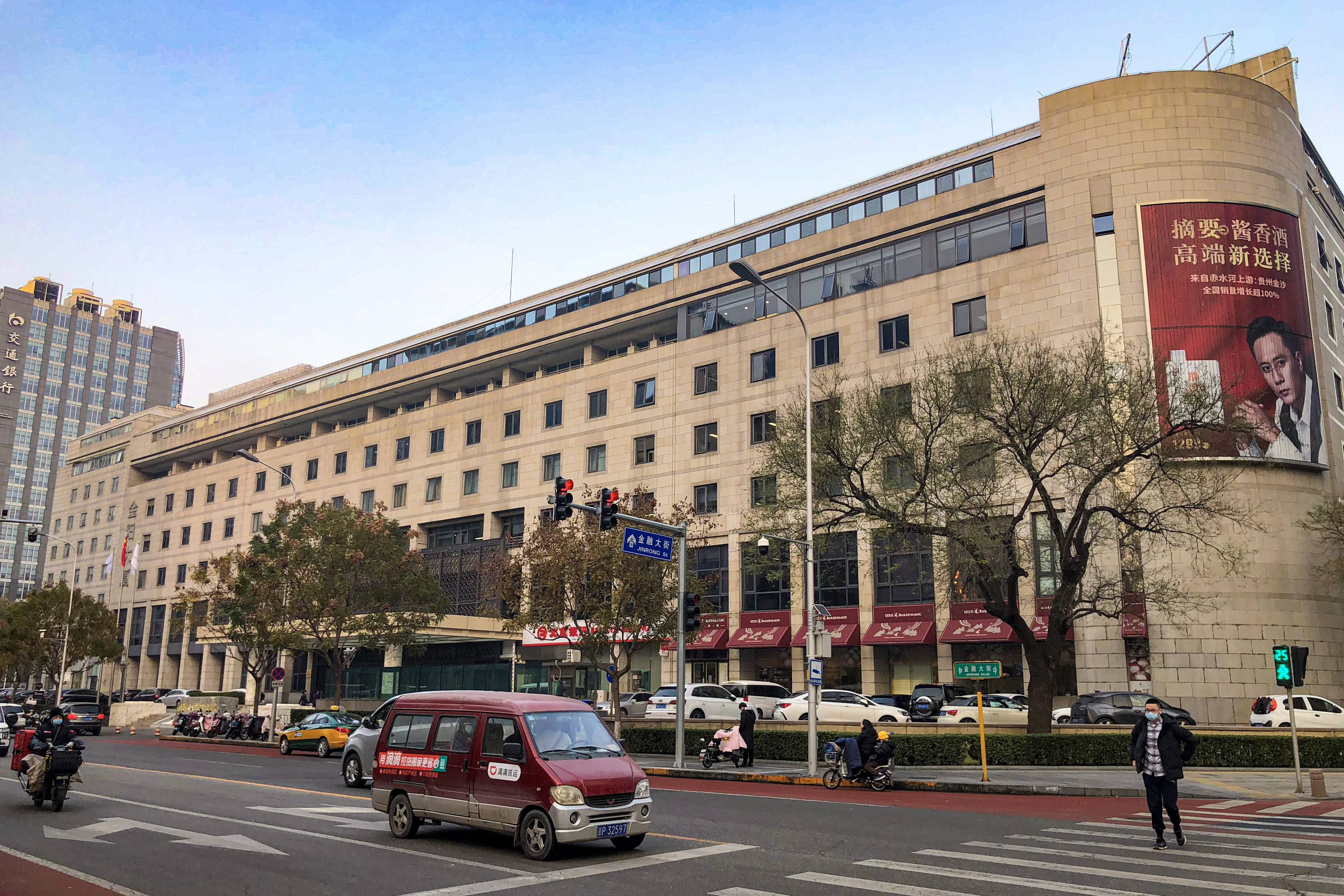
北京証券取引所が入居する金陽大厦

2021年9月2日、中国共産党総書記兼国家主席習近平は、証券取引所の設立を表明。中国の中小企業の資金支援を改善することが目的であると説明された。
これは新三板を北京証券取引所に衣替えし、中小企業の受け皿とすることで達成された。2020年時点において、新三板には約6,000社が店頭登録されているが、大半は中小企業であった 。
習総書記が設立を表明した翌9月3日には、北京証券交易所有限責任公司の法人設立登記が行われ、新三板が親会社となることが明らかになった。資本金は10億元、所在地は新三板と同一であった。
9月17日、投資家適格基準のガイドラインが北京証券取引所より公表された。
10月30日、中国証券監督管理委員会（証監会）が、株式公開（IPO）、リファイナンス、管理の規制を公表した。
11月15日、北京証券取引所が開業。81社が上場、うち71社は新三板の中で最上位の「精選層」からの移行であり、新規上場は10社となった。
後述の通り、同じく習総書記の指示により2019年7月に設立された上海証券取引所の科創板などより時価総額などの上場基準は緩和されており、取引リスクは比較的高く、個人投資家の傘下にも記載が設けられていることから機関投資家の参加が中心となっている。このため、中小企業向けというよりハイテク産業の新興企業向けの市場といった実態が見られる。北京市内に多く集積するベンチャーの育成支援への役割が期待される一方、上海の科創板や深圳の創業板もスタートアップ企業向けの市場とされることから、これら市場の関係性や位置付けについては課題となる。

## 規制
- 個人投資家の参加資格は、500,000元以上の有価証券資産を有し、証券取引所での取引経験が2年以上ある者に限定される[1][5]
- 個人投資家には資本規制は適用されない[1][5]
- 公開初日に限り、値幅制限は設けられていないが、30％以上の上昇若しくは60％以上の下落が生じた場合は、10分間の取引制限が行われる[7][8]。
- 取引開始初日以降、上場株式には1日の値幅制限が上下30％以内となる[1][7]。

### 一覧記事
- 中華人民共和国の企業一覧
- 証券取引所の一覧